# Francisco Gavidia
Francisco Antonio Gavidia Guandique (San Miguel, 29 de diciembre de 1863-San Salvador, 22 de septiembre de 1955) fue un escritor, educador, historiador, politólogo, orador, traductor y periodista salvadoreño. Su vasta obra alcanzó dimensiones enciclopédicas, y se le conoce por ser el orientador de Rubén Darío para adaptar el verso alejandrino a la métrica castellana además de incursionar en el cuento, poesía, teatro y ensayos.

## Biografía
Hijo de Francisco Antonio Gavidia y de Eloísa Guandique de Gavidia y bisnieto del prócer Gregorio Melara, nació en el municipio de Cacahuatique, hoy Ciudad Barrios, departamento de San Miguel, El Salvador.  Debido al extravío de la partida de nacimiento original, hubo un debate sobre el año de su nacimiento. De acuerdo con el escritor e historiador Hugo Lindo, el año de 1865 se eligió debido a que existían indicios que soportaban esta teoría, pero existen otros datos que acercan el año a 1863. De hecho, de acuerdo a un Decreto de la Asamblea Legislativa de El Salvador, se reconoce esta última como la fecha de su nacimiento.
Debido a la muerte de su madre, cuando contaba con 8 años de edad, Francisco Gavidia se trasladó a la finca de su padre ubicada en el norte del departamento de San Miguel, en el actual municipio de Ciudad Barrios. En 1880 obtuvo el grado de Bachiller en Ciencias y Letras, y luego se trasladó a San Salvador donde ingresó a la Facultad de Jurisprudencia de la Universidad de El Salvador. Sin embargo, dejó la carrera después de un año, para convertirse en un autodidacta. Para 1882, era miembro del grupo literario La Juventud, y ya entonces mostraba un fuerte interés por los versos franceses. Fue en ese mismo año, de acuerdo a numerosas fuentes, que conoció a Rubén Darío. Ambos desarrollaron una fuerte amistad hasta el punto que en 1890, Gavidia fue padrino de bodas de Darío.

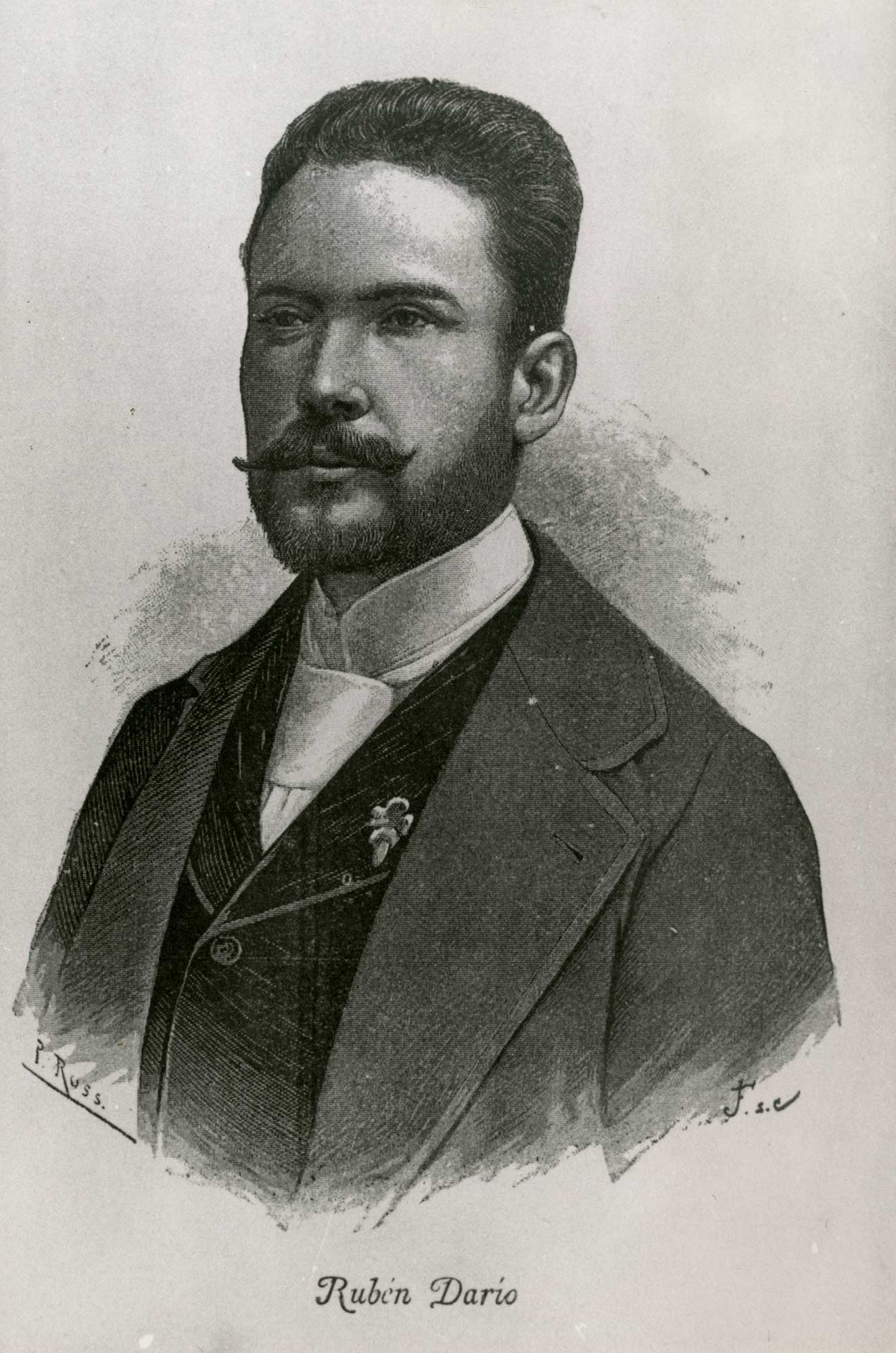
Rubén Darío, gran amigo de Gavidia desde su juventud

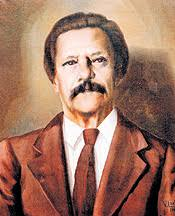
Francisco Gavidia por Valero Lecha.

Un sinnúmero de libros en español y francés pasaron por sus manos. A fin de recuperarse de la enfermedad provocada por el exceso de trabajo y el cansancio mental producto de su intensa actividad intelectual, fue enviado a París por orden del presidente Rafael Zaldívar. Gavidia poseía un amplio acervo cultural y se menciona que dominaba a la perfección el alemán, francés, inglés, italiano, portugués, hebreo, latín y el griego, además del maya-quiché, lengua para la que llegó a desarrollar una gramática con el objeto de popularizar el idioma. Desarrolló también un idioma, llamado «Salvador», que buscaba se universalizara, pero recibió muy poco apoyo por parte de los intelectuales de su época, a pesar de todo, Gavidia publicó algunos poemas en «Idioma Salvador», entre los que se destacan Los Argonautas y A Marconi.
El año 1887 contrajo matrimonio con la hija del periodista Carlos Bonilla. Un año después, fundó el periódico El semanario noticioso, que salía cada jueves, así como la Academia de Ciencias y Bellas Artes de San Salvador. Tras el derrocamiento del general Francisco Menéndez, Gavidia se exilió del país, y continuó su actividad periodística en Costa Rica, donde fue director de La Prensa Libre entre 1891 y 1892; y posteriormente en Guatemala trabajó como corredactor de El bien público de la ciudad de Quetzaltenango.
Cuando retornó a El Salvador, fungió como redactor del Diario Oficial (1894), Director de Educación Pública Primaria (1896), y Ministro de Instrucción Pública (1898). En 1895 fundó el Partido Parlamentarista, y también se desempeñó como catedrático de la Escuela Normal de Señoritas, del Instituto Nacional de Varones, y la Universidad de El Salvador. En 1897 fue enviado a San Francisco (California) para estudiar y tomar notas sobre la educación primaria en esa ciudad con el interés de mejorar el sistema escolar en El Salvador; allí, con ayuda del superintendente de escuelas de San Francisco Reginald H. Webster, obtuvo datos sobre la organización, métodos y estado de la enseñanza primaria. Preparó su Informe técnico sobre las escuelas primarias de California en diciembre de 1897 y éste fue publicado en el Diario Oficial en febrero de 1898. En 1904 fundó la revista Los Andes, de la que solo llegaron a verse cuatro números. De 1906 a 1919, ocupó el cargo de Director titular de la Biblioteca Nacional. En 1912, se convirtió en miembro del Ateneo de El Salvador.
El gobierno salvadoreño declaró a Francisco Gavidia como «salvadoreño meritísimo» en 1933, y en 1939 la ciudad de San Miguel le rindió un homenaje que incluyó el bautizo con su nombre del teatro de la ciudad.  El año 1937, Gavidia fue miembro de la Comisión de Cooperación Intelectual de El Salvador, dependencia de la Sociedad de Naciones, y en 1941 la Universidad de El Salvador le otorgó el doctorado honoris causa. Al final de su vida le fue otorgada la máxima condecoración nacional de El Salvador, la orden «José Matías Delgado», la que recibió de manos del presidente de la República Oscar Osorio en su lecho de enfermo en el Hospital Rosales, pocos días antes de morir.
En el 7 de febrero de 1945, la Secretaría de Instrucción Pública acordó reorganizar el Comité de Investigaciones del Folklore Nacional y de Arte Típico Salvadoreño con Francisco Gavidia como presidente del comité.
Francisco Gavidia falleció en San Salvador el 22 de septiembre de 1955 a consecuencia de una uremia.

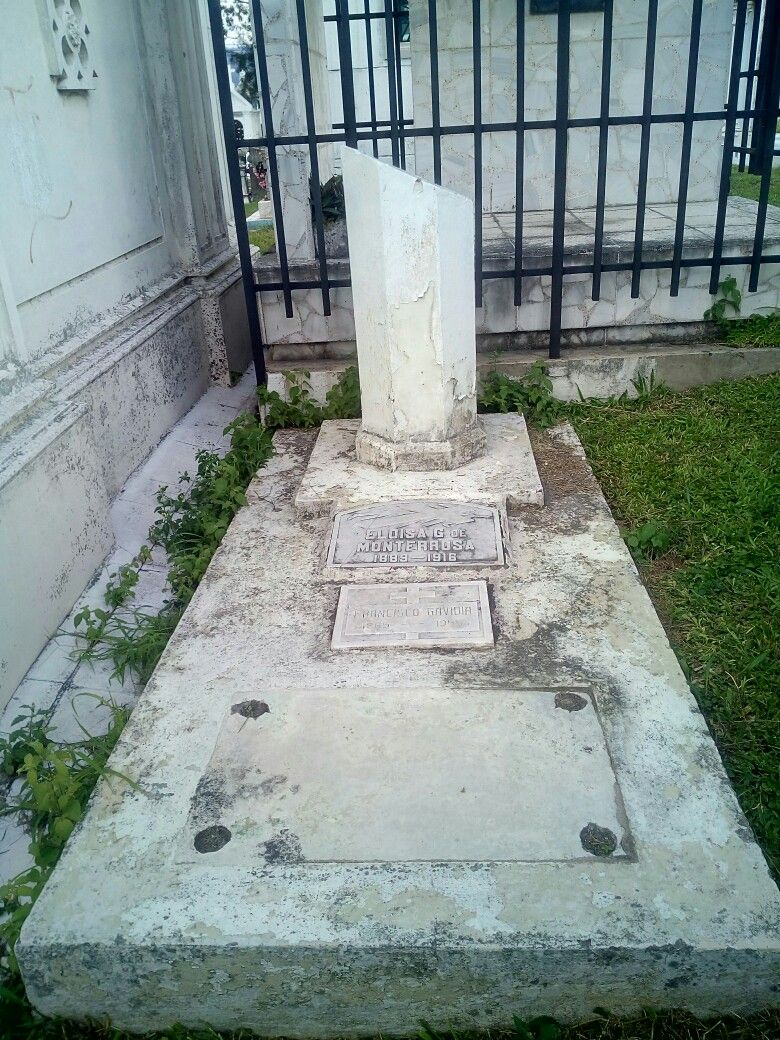
Tumba de Francisco Gavidia en el cementerio de Los Ilustres

## Obra

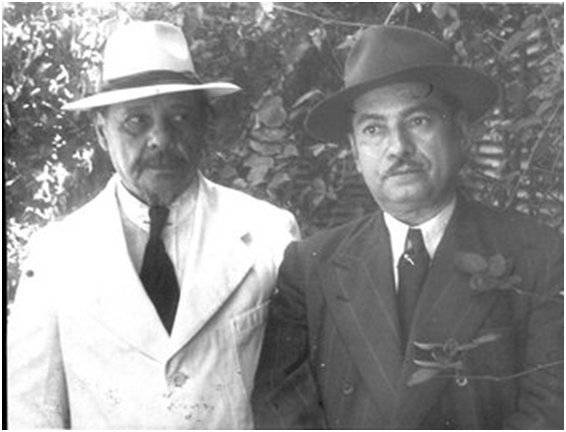
Francisco Gavidia acompañado del también escritor Juan Felipe Toruño

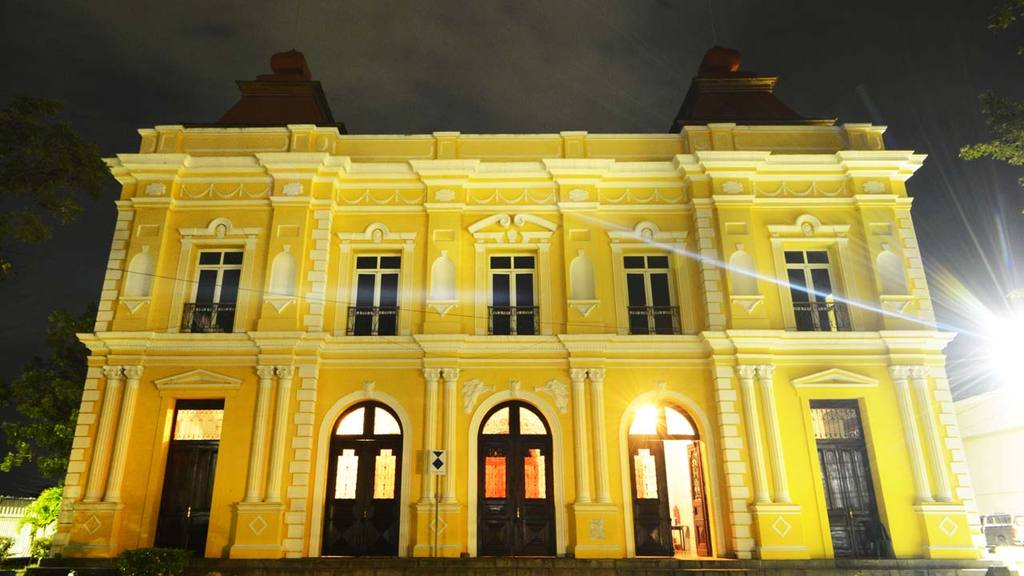
Teatro Francisco Gavidia en San Miguel

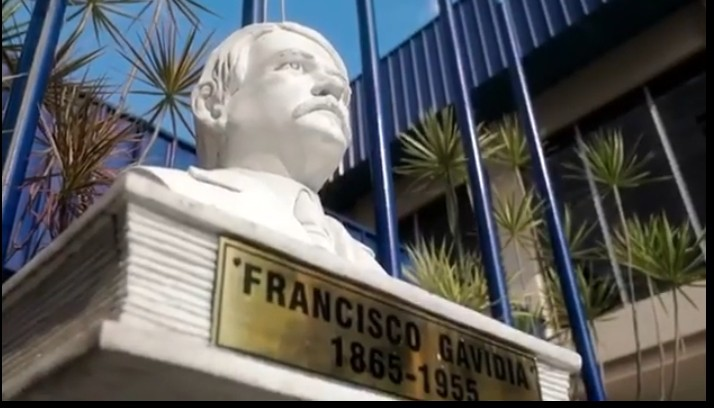
Busto de Francisco Gavidia situado en la Universidad Francisco Gavidia (UFG) de El Salvador

La obra de Gavidia alcanza proporciones enciclopédicas. Trabajó en la poesía, teatro, historia, música, ensayo, pedagogía, filosofía, política, periodismo, crítica literaria, y la traducción. Su vasto conocimiento se nutrió de la literatura clásica, el siglo de oro español,  la cultura francesa y su lengua, y la lectura de autores alemanes, italianos y orientales. Llegó a crear un nuevo idioma para ser entendido universalmente, el cual tenía por nombre «Idioma Salvador». Además, fue precursor en el tratamiento de los temas indígenas, e ideólogo del unionismo centroamericano.
En un país cuyo arte recibía una fuerte influencia europea, Gavidia honró la identidad  y valores étnicos  salvadoreños, rompió con ese patrón y a partir de él, otros escritores decidieron seguir esa línea literaria; se puede observar su influencia en artistas como Salarrué, Claudia Lars y Arturo Ambrogi. Introdujo el cuento con una identidad literatura propia de su realidad, una amalgama de temas indigenistas precolombinos como leyendas y mitos, también se le considera el precursor del teatro salvadoreño. Entre su dramaturgia se destaca Ursino, La torre de marfil y Júpiter. El anhelo de identidad, de libertad y justicia también está plasmado en su poesía, que en su momento muchos no lograron asimilar pues el anhelo de universalizar la idiosincrasia salvadoreña era un hecho poco comprensible para su época y para su coetáneos.
Es también conocido por ser el orientador del poeta Rubén Darío, alumno que compartió penas y alegrías con el maestro salvadoreño, y quien conoció el experimento de Gavidia para adaptar el verso alejandrino a la métrica castellana, que dio origen a la renovación modernista de la poesía hispanoamericana. Darío escribió en su autobiografía: 

Fue con Gavidia, la primera vez que estuve en aquella tierra salvadoreña, con quien penetran en iniciación ferviente, en la armoniosa floresta de Víctor Hugo; y de la lectura mutua de los alejandrinos del gran francés, que Gavidia, el primero seguramente, ensayara en castellano a la manera francesa, surgió en mí la idea de renovación métrica, que debía ampliar y realizar más tarde.
La vida de Rubén Darío: XVIII 

Ya en su obra Versos, se sirve de algunas de las principales características léxicas, rítmicas y métricas que, poco tiempo después, habría de codificar y consagrar magistralmente Rubén Darío. Posteriormente, Gavidia fue evolucionando en la particular modulación de su propia voz poética, hasta llegar al cultivo de una reflexión conceptual que alcanza su máximo esplendor en el poemario titulado Sóteer o Tierra de preseas (1949), un moderno canto épico que, en buena medida, constituye su obra maestra y su gran legado literario. Pero entre aquella etapa romántica inicial y esta honda introspección lírica de su edad provecta cabe una copiosa producción creativa y ensayística que pasó por muy diversas etapas y se contagió de múltiples tendencias estéticas.
En efecto, también en su condición de dramaturgo supo Gavidia evolucionar desde un romanticismo tardío (o un atisbo premodernista) presente en dramas como Júpiter (1885) o Ursino (1889), hasta una épica conceptual manifiesta en el poema dramático titulado La princesa Citalá (1944). En media, quedan algunas obras teatrales tan diferentes entre sí como Conde de San Salvador o El Dios de las Cosas (1901), Lucía Lasso o Los piratas (1914), La torre de marfil (1920) o Héspero (1931).
Algunas de sus obras son:
- Poesía (cuadernillo poético, 1877).
- Versos (poesía, 1884).
- Ursino (teatro, 1887).
- Júpiter (teatro, 1895).
- El encomendero' y otros cuentos (1901)
- Estudio y resumen del Discurso sobre el método de Descartes (1901).
- Tradiciones (sobre la obra homónima de Ricardo Palma, 1901).
- Conde de San Salvador o el Dios de Las Casas (novela, 1901).
- 1814 (ensayo, 1905).
- Obras (tomo I, 1913).
- Historia moderna de El Salvador (dos tomos, 1917 y 1918).
- Cancionero del Siglo XIX (¿1929-1930?).
- Cuentos y narraciones (1931).
- Héspero (teatro, 1931).
- Discursos, estudios y conferencias (1941).
- La princesa Citalá (teatro, 1946).
- Cuento de marinos (1947).
- Sóteer o Tierra de preseas (1949).